# Galo Plaza
Pour les articles homonymes, voir Plaza.
 (décembre 2015).
Si vous disposez d'ouvrages ou d'articles de référence ou si vous connaissez des sites web de qualité traitant du thème abordé ici, merci de compléter l'article en donnant les références utiles à sa vérifiabilité et en les liant à la section « Notes et références ».
Galo Lincoln Plaza Lasso de la Vega, né le 17 février 1906 à New York et mort le 28 janvier 1987 à Quito, est un homme d'État et diplomate équatorien qui fut ministre de la Guerre en 1938, ambassadeur de l'Équateur aux États-Unis de 1944 à 1946, puis élu président de l'Équateur du 1er septembre 1948 au 31 août 1952.
En 1952 il transmet les pouvoirs présidentiels à son successeur élu José María Velasco Ibarra. C'était la première fois depuis 28 ans qu'un président équatorien arrivait au terme de son mandat.
Par la suite, il devient secrétaire général de l'Organisation des États américains (OEA) de 1968 à 1975.
Il réprouve le coup d’État du général Pinochet au Chili (septembre 1973). Dans ses câbles envoyés au département d’État, l’ambassadeur américain à Santiago, Edward Korry, le qualifie d'« infatué incompétent ».

## Biographie
Il est le fils de Leónidas Plaza, qui fut président d’Équateur à deux reprises, de 1901 à 1905 et de 1912 à 1916. 
Marié à Rosario Pallares Zaldumbide (1911-1999), il a eu six enfants (cinq filles, Elisa, Luz, Rosario, Marcela et Margarita, et un garçon, Galo).